# Sport au Bengale-Occidental

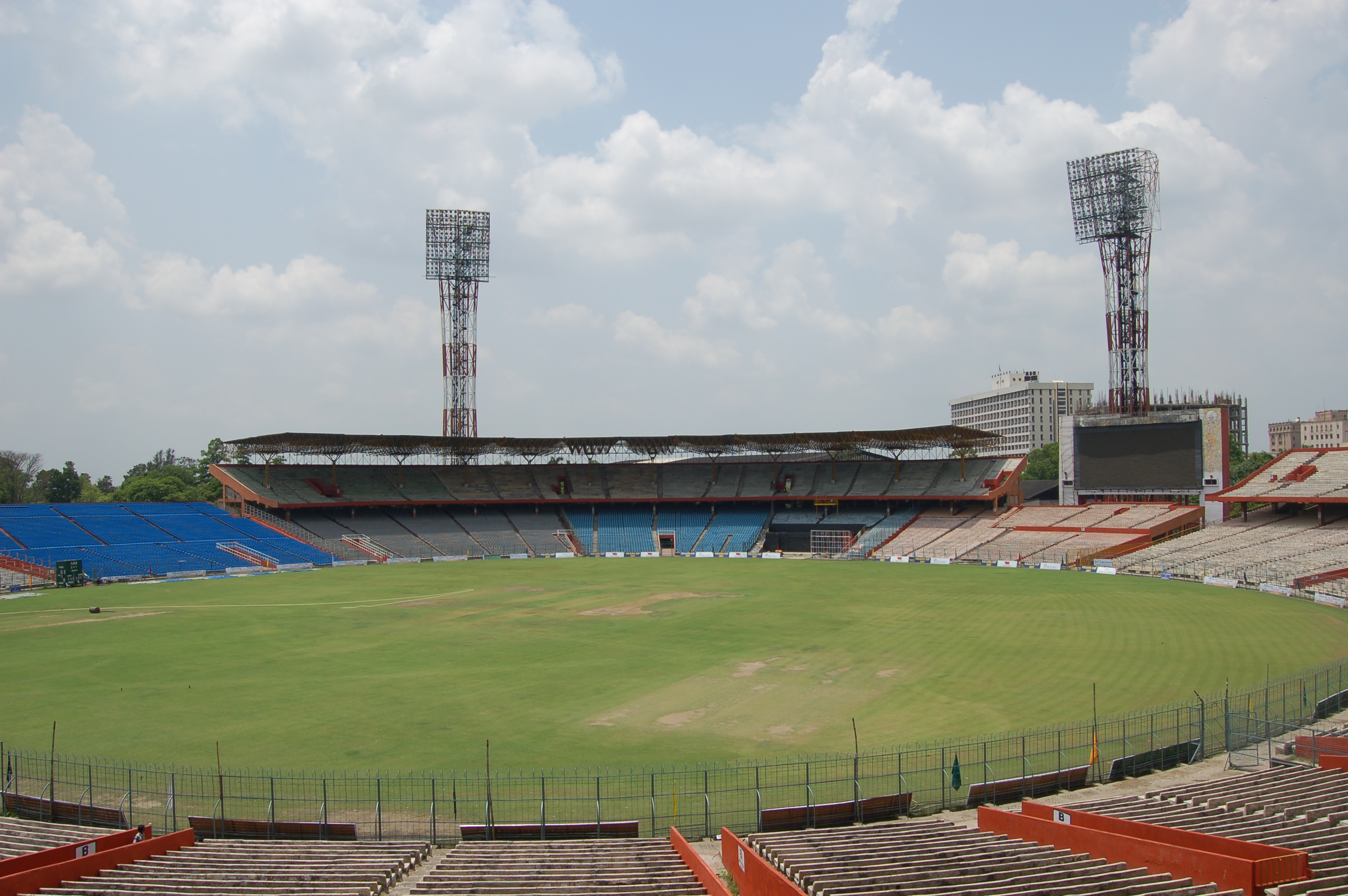
L'Eden Gardens à Calcutta.

Le sport au Bengale-Occidental est nettement dominé par le cricket et le football. Calcutta est l'un des principaux centres de football du  pays et héberge certains des meilleurs clubs du championnat indien, tels l'East Bengal Club, le Mohun Bagan AC ou encore le Mohammedan SC. Cependant, ces dernières années ont vu les clubs de Goa dominer le championnat et reléguer les clubs de Calcutta en milieu de classement. Le cricket est également un sport très populaire et est pratiqué à travers tout l'État, le Calcutta Cricket and Football Club étant considéré comme le deuxième plus ancien club au monde. D'autres sports tels le kho kho et le kabaddi sont également pratiqués.
Le polo et le golf sont deux sports essentiellement pratiqués à Calcutta et remontent au Raj britannique. Le Calcutta Polo Club est considéré comme le plus ancien club de polo au monde et le Royal Calcutta Golf Club comme le plus ancien club de golf fondé hors Grande-Bretagne.
Le Bengale-Occidental possède de nombreux stades dont l'Eden Gardens, qui est l'une des deux seules enceintes de cricket au monde pouvant accueillir plus de 100 000 spectateurs, et le Salt Lake Stadium, qui est l'un des plus grands stades de football de la planète. Des événements sportifs de stature internationale se déroulent aussi dans les villes de Durgapur, Siliguri et Kharagpur.
Parmi les personnalités sportives du Bengale-Occidental figurent l'ancien capitaine de l'équipe d'Inde de cricket Sourav Ganguly, le médaillé de bronze olympique de tennis Leander Paes, le Grand maître international d'échecs Dibyendu Barua et l'archère Dola Banerjee.